# ノートルダムオーストラリア大学
ノートルダムオーストラリア大学（ノートルダムオーストラリアだいがく、英語: University of Notre Dame Australia 、略称：UNDA）は、西オーストラリア州の港町フリーマントルに1990年に設立された、ローマ・カトリック系私立大学である。アメリカ合衆国インディアナ州サウスベンド市にある、ノートルダム大学と"強い同僚関係"にあるが、別々の機関である。西オーストラリアで最小の大学、国内で成長率が最も大きい大学の1つ。
2006年にシドニーキャンパスを開校、450人の学生が登録した。2008年に医学部の Darlinghurst (シドニーの地区) キャンパス開校予定。

## 学部
- 人文科学・科学部
  - Archaeology
  - Behavioural Science
  - Communications, Media and Journalism
  - Counselling
  - English Literature
  - Greek Language and Culture
  - History
  - Italian Language
  - Legal Studies
  - Mathematics
  - Politics and International Relations
  - Science
  - Social Justice
  - Sociology
  - Theatre Studies

- ビジネス学部

- 教育学部

- 健康科学部
  - Biomedical Science
  - Exercise & Sport Science
  - Health and Physical Education
  - Physiotherapy
  - Preventive Health
  - Outdoor Recreation

- 法学部

- 医学部

- 看護学部

- 哲学・神学部